# Úrvalsdeild karla (baloncesto) 2019-20
La Úrvalsdeild karla 2019-20, conocida como Domino's deildin por motivos de patrocinio, fue la edición número 69 de la Úrvalsdeild karla, la máxima competición de baloncesto de Islandia. La temporada regular comenzó en octubre de 2019 y finalizó en marzo de 2020, a falta de una jornada para finalizar a causa de la pandemia por coronavirus de 2020, por lo tanto los playoffs no se llegaron a disputar. El Stjarnan fue designado como ganador de la liga regular mientras que el Fjölnir descendió a la 1. deild karla.

## Equipos y localización
| Equipo          | Sede                    | Pabellón                 | Entrenador          |
| --------------- | ----------------------- | ------------------------ | ------------------- |
| Fjölnir         | Reikiavik (Grafarvogur) | Dalhús                   | Falur Harðarson     |
| Grindavík       | Grindavík               | Mustad-höllin            | Daníel Guðmundsson  |
| Haukar          | Hafnarfjörður           | Ólafssalur               | Israel Martín       |
| ÍR              | Reikiavik (Breiðholt)   | Hertz Hellirinn          | Borce Ilievski      |
| Keflavík        | Keflavík                | TM Höllin                | Hjalti Vilhjálmsson |
| KR              | Reikiavik (Vesturbær)   | DHL Höllin               | Ingi Steinþórsson   |
| Njarðvík        | Njarðvík                | Ljónagryfjan             | Einar Jóhannsson    |
| Stjarnan        | Garðabær                | Ásgarður                 | Arnar Guðjónsson    |
| Tindastóll      | Sauðárkrókur            | Sauðárkrókur             | Baldur Ragnarsson   |
| Valur           | Reikiavik (Hlíðar)      | Origo-höllin             | Ágúst Björgvinsson  |
| Þór Akureyri    | Akureyri                | Höllin Ak                | Lárus Jónsson       |
| Þór Þorlákshöfn | Þorlákshöfn             | Icelandic Glacial Höllin | Friðrik Rúnarsson   |

## Temporada regular
| Pos. | Equipo          | PJ | G  | P  | PF   | PC   | DP   | Pts | Clasificación o descenso     |
| ---- | --------------- | -- | -- | -- | ---- | ---- | ---- | --- | ---------------------------- |
| 1    | Stjarnan        | 21 | 17 | 4  | 1915 | 1743 | +172 | 38  | Accede a Playoffs            |
| 2    | Keflavík        | 21 | 16 | 5  | 1880 | 1675 | +205 | 37  | Accede a Playoffs            |
| 3    | Tindastóll      | 21 | 14 | 7  | 1829 | 1727 | +102 | 35  | Accede a Playoffs            |
| 4    | KR              | 21 | 14 | 7  | 1807 | 1742 | +65  | 35  | Accede a Playoffs            |
| 5    | Njarðvík        | 21 | 13 | 8  | 1838 | 1644 | +194 | 34  | Accede a Playoffs            |
| 6    | Haukar          | 21 | 11 | 10 | 1834 | 1799 | +35  | 32  | Accede a Playoffs            |
| 7    | ÍR              | 21 | 11 | 10 | 1782 | 1883 | −101 | 32  | Accede a Playoffs            |
| 8    | Grindavík       | 21 | 8  | 13 | 1784 | 1839 | −55  | 29  | Accede a Playoffs            |
| 9    | Þór Þorlákshöfn | 21 | 7  | 14 | 1667 | 1753 | −86  | 28  |                              |
| 10   | Valur           | 21 | 7  | 14 | 1698 | 1812 | −114 | 28  |                              |
| 11   | Þór Akureyri    | 21 | 6  | 15 | 1808 | 1997 | −189 | 27  |                              |
| 12   | Fjölnir         | 21 | 2  | 19 | 1754 | 1982 | −228 | 23  | Descenso a la 1. deild karla |

 Fuente: KKI (Federación Islandesa de Baloncesto)

### Marcadores
| Local \ Visitante | FJO    | GRI    | HAU    | IRR    | KEF    | KRR     | NJA   | STJ     | TIN    | VAL   | THA     | THT    |
| ----------------- | ------ | ------ | ------ | ------ | ------ | ------- | ----- | ------- | ------ | ----- | ------- | ------ |
| Fjölnir           | —      | 91–92  | 83–94  | 81–82  | 73–118 | 80–99   | 81–88 |         | 88–100 | 87–94 | 93–94   | 83–91  |
| Grindavík         | 91–75  | —      | 73–88  | 82–90  | 89–97  | 91–94   | 78–66 | 83–95   |        | 85–69 | 100–94  | 95–78  |
| Haukar            | 99–75  | 97–93  | —      | 101–82 | 86–70  | 83–75   | 76–87 | 86–106  | 76–79  |       | 105–84  | 92–86  |
| ÍR                | 92–80  | 90–92  | 93–100 | —      |        | 78–77   | 72–85 | 75–93   | 92–84  | 99–90 | 120–113 | 90–85  |
| Keflavík          | 109–98 | 80–60  | 80–69  | 93–70  | —      | 66–67   | 88–84 | 77–83   | 95–84  | 92–82 | 97–89   | 78–63  |
| KR                | 96–83  | 89–77  | 102–84 | 120–92 | 88–82  | —       | 75–78 | 79–77   | 85–92  | 87–76 |         | 78–75  |
| Njarðvík          | 117–83 | 101–75 | 89–75  | 88–64  | 85–97  | 81–87   | —     | 76–78   | 75–83  | 86–76 | 113–52  | 101–77 |
| Stjarnan          | 95–88  | 99–85  | 94–83  | 103–74 | 91–103 | 110–67  | 89–84 | —       | 73–66  | 83–79 | 107–86  | 84–70  |
| Tindastóll        | 80–81  | 106–88 | 89–77  | 99–76  | 77–86  | 80–76   | 91–80 | 93–81   | —      | 89–91 | 89–77   | 72–67  |
| Valur             | 92–75  | 68–90  | 78–94  | 75–85  | 68–96  | 81–90   | 53–77 | 108–78  | 95–92  | —     | 79–88   | 87–73  |
| Þór Akureyri      | 69–94  | 89–86  | 92–89  | 75–85  | 80–95  | 102–100 | 94–97 | 101–104 | 86–96  | 79–87 | —       | 83–76  |
| Þór Þorlákshöfn   | 90–82  | 83–79  | 89–80  | 67–81  | 89–81  | 74–76   |       | 80–92   | 82–88  | 87–70 | 85–81   | —      |

## Estadísticas
Hasta el 13 de marzo de 2020.
| Rank | Nombre            | Equipo   | PPP   |
| ---- | ----------------- | -------- | ----- |
| 1.   | Victor Moses      | Fjölnir  | 22,61 |
| 2.   | Evan Singletary   | ÍR       | 22,25 |
| 3.   | Dominykas Milka   | Keflavík | 20,90 |
| 4.   | Flenard Whitfield | Haukar   | 20,80 |
| 5.   | Georgi Boyanov    | ÍR       | 20,55 |

| Rank | Nombre              | Equipo   | APP  |
| ---- | ------------------- | -------- | ---- |
| 1.   | Hörður Vilhjálmsson | Keflavík | 8,95 |
| 2.   | Ægir Steinarsson    | Stjarnan | 7,80 |
| 3.   | Chaz Williams       | Njarðvík | 7,50 |
| 4.   | Róbert Sigurðsson   | Fjölnir  | 7,24 |
| 5.   | Evan Singletary     | ÍR       | 6,85 |

| Rank | Nombre            | Equipo   | RPP   |
| ---- | ----------------- | -------- | ----- |
| 1.   | Dominykas Milka   | Keflavík | 12,10 |
| 2.   | Hlynur Bæringsson | Stjarnan | 11,38 |
| 3.   | Flenard Whitfield | Haukar   | 10,25 |
| 4.   | Georgi Boyanov    | ÍR       | 10,15 |
| 5.   | Deane Williams    | Keflavík | 9,90  |

| Rank | Nombre          | Equipo   | VPP   |
| ---- | --------------- | -------- | ----- |
| 1.   | Dominykas Milka | Keflavík | 27,90 |
| 2.   | Victor Moses    | Fjölnir  | 26,33 |
| 3.   | Georgi Boyanov  | ÍR       | 25,20 |
| 4.   | Chaz Williams   | Njarðvík | 23,81 |
| 5.   | Michael Craion  | KR       | 23,71 |

### Otras estadísticas
| Categoría      | Jugador             | Equipo          | Media |
| -------------- | ------------------- | --------------- | ----- |
| Robos de balón | Chaz Williams       | Njarðvík        | 2,25  |
| Tapones        | Wayne Martin        | Njarðvík        | 1,91  |
| Pérdidas       | Halldór Hermannsson | Þór Þorlákshöfn | 3,81  |
| %2P            | Kristófer Acox      | KR              | 65,42 |
| %3P            | Mario Matasović     | Njarðvík        | 47,62 |
| %TL            | Evan Singletary     | ÍR              | 87,00 |